# Klášter Bělá pod Bezdězem
Klášter augustiniánů v Bělé pod Bezdězem s kostelem sv. Václava byl založen roku 1345, jako nejstarší augustiniánský konvent v severních Čechách. Areál kláštera je chráněn jako kulturní památka České republiky.

## Dějiny kláštera

### Od založení po první zánik kláštera

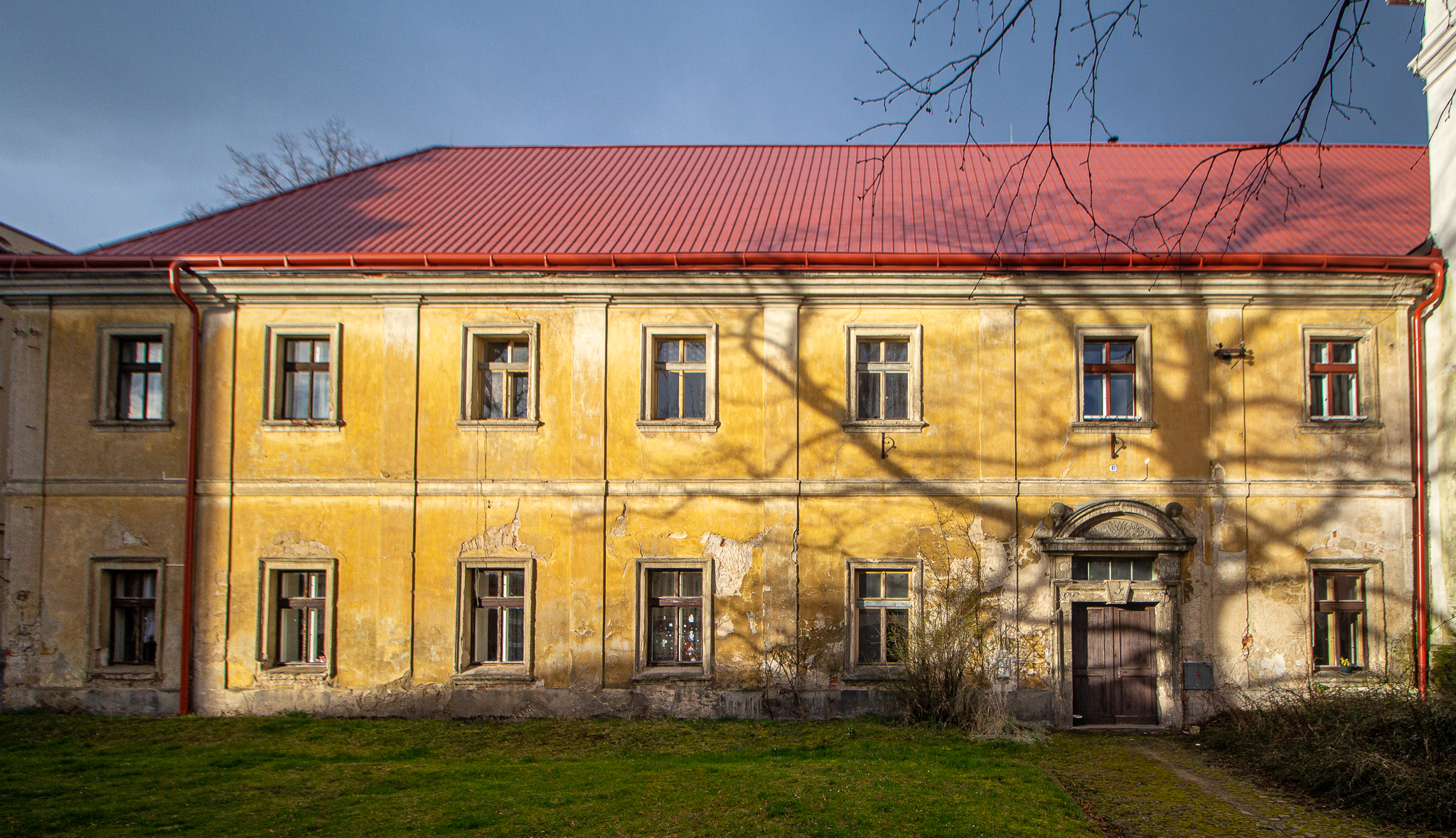
Část kláštera

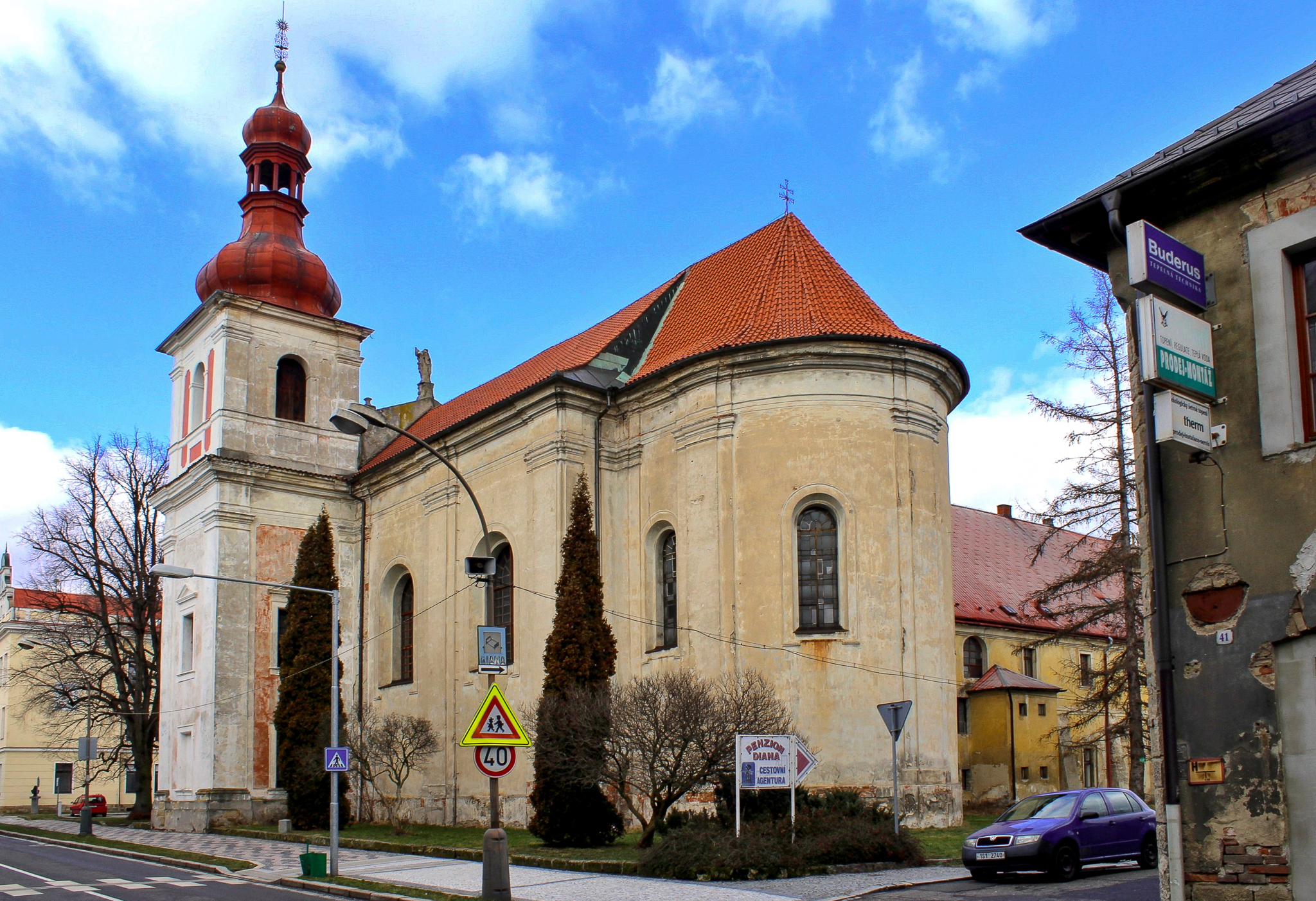
Kostel svatého Václava v Bělé

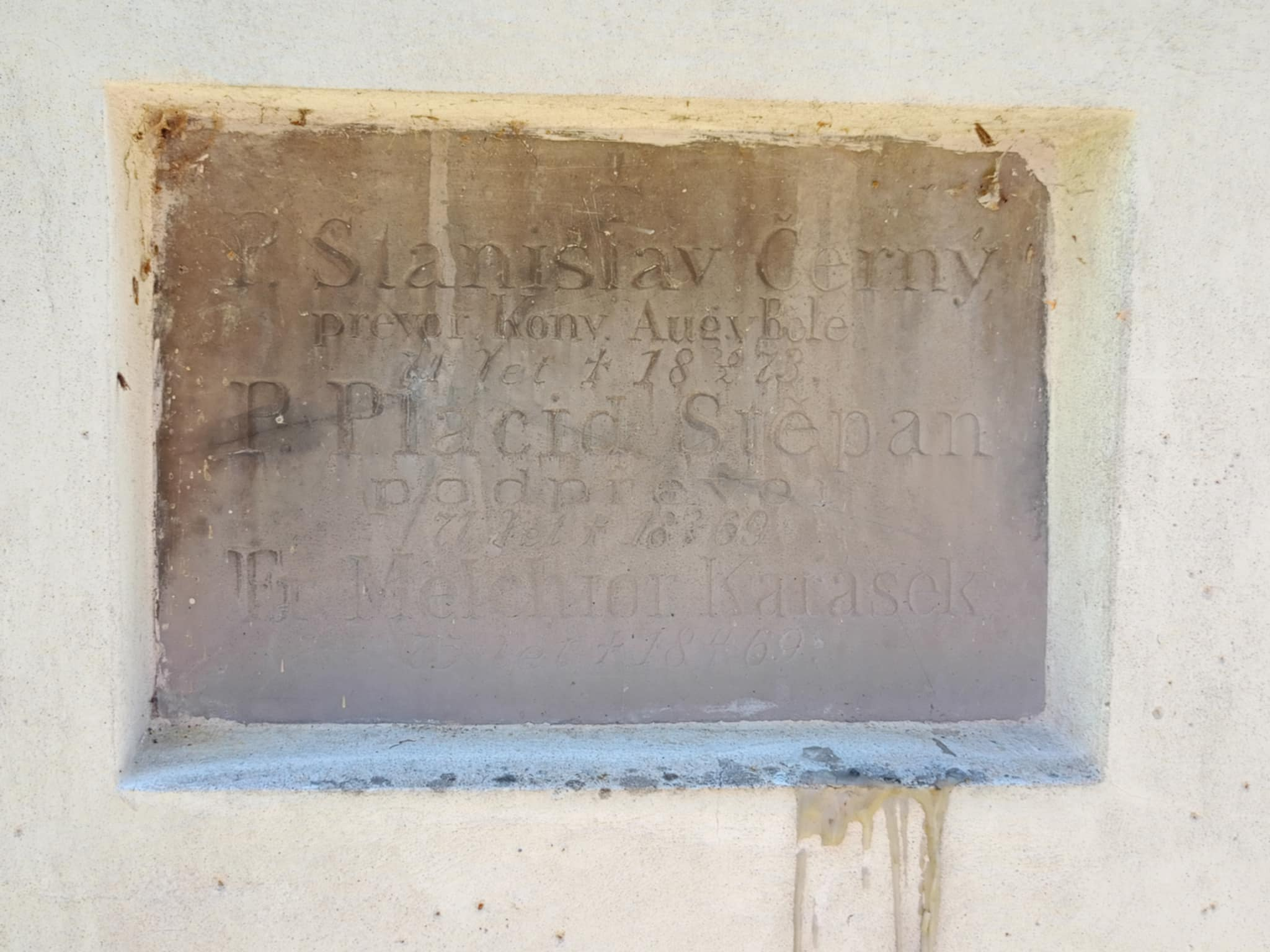
Hrob augustiniánských řeholníků z bělského konventu na starém hřbitově při farním kostele u bělského náměstí.

S dějinami kláštera je úzce spojeno město Bělá pod Bezdězem, které vzniklo tak, že veškeré městské právo původně určené založenému městu Starému Bezdězi roku 1264 bylo přeneseno na nové místo, a to právě do Bělé (1337). Brzy potom byl roku 1345 založen v severozápadním rohu města augustiniánský konvent. Komunita zde začala fungovat o pět let později po založení. Zakladatel, pan Hynek Berka z Dubé, ho určil pro dvanáct řeholníků a obdařil hojným nadáním Konvent s kostelem sv. Václava byl však dostavěn až po smrti zakladatele. Dílo dokončil pak pan Zajíc z Házmburka na Zbirohu, držitel hradu Bezdězu, za nějž byla dokončena stavba klášterního komplexu. Podle augustiniánské memorabilie byl prý klášter založen již roku 1340 královnou Alžbětou. Vzkvétající klášter byl však v říjnu roku 1421 husity spolu s celým městem dobyt a spálen. Podle některých pramenů byli všichni řeholníci vyvražděni. Obnova řeholního života zde proběhla v roce 1442, avšak klášter zůstal až do roku 1445 v troskách. Tehdy přišlo do Bělé několik augustiniánů z Prahy od sv. Tomáše a za pomoci Chvala Berky z Dubé částečně upravili kapli a konvent, aby mohly být konány bohoslužby a konvent mohl být obydlen. Ve druhé polovině 16. století však nebyl klášter obsazován, začal pustnout až opět zanikl.

### Obnovení kláštera v17. století a další dějiny
Albrecht z Valdštejna uvedl roku 1627 augustiniány na hrad Bezděz, ale tamní komunita se na hradě udržela za tehdejších válečných událostí jen do roku 1633. Potom císař Ferdinand III. uvedl na Bezděz benediktiny a augustiniáni se vrátili ještě roku 1633 do Bělé pod Bezdězem ke svému bývalému kostelu sv. Václava. Do opravy konventu bydleli nejdříve na faře a pak v domku u městské fortny. V letech 1650-1659 byl postaven v Bělé nový konvent (Binago), který byl postupně rozšiřován a zvětšován (1696-1697, 1715). Bylo zde čtrnáct bratří. Nový barokní kostel sv. Václava postavil v letech 1708-1712 G. Abondio (k benedikci stavby došlo však, podle některých údajů, již v roce 1707). V Bělé vypomáhali augustiniáni v duchovní správě a vyučovali od roku 1787 na tamní hlavní škole, která byla přípravkou pro augustiniánské gymnázium v České Lípě. Měla čtyři třídy. Roku 1777 byla škola zrušena a změněna na německou školu. Od roku 1865 měl konvent povinnost vydržovat čtyři třídy chlapecké školy a škola se stala českou. Když roku 1894 vznikla v Bělé veřejná pětitřídní škola, zaniklo augustiniánské školství definitivně. Pak byl augustiniánský konvent v Bělé obsazen již jen dvěma řeholníky a jedním konvršem a měl jen místní význam. V roce 1930 (za převora Hroznaty Junka) byla část kláštera adaptována pro místní muzeum.

### Zrušení kláštera ve 20. století
V roce 1948 zemřel poslední místní převor, P. Rudolf Löw a administrátorem kláštera se stal P. Václav Josef Holas, OSA, tehdy působící v klášteře v České Lípě. V té době již v Bělé nebyl v klášteře žádný řeholník, administrátor pouze dojížděl o nedělích a svátcích sloužit bohoslužby v klášterním kostele. P. Holas byl po roce přeložen do Domažlic, a administraci bělského kláštera převzal P. Vít Václav Mareček, OSA, opět z České Lípy. V roce 1950 byl P. Mareček v rámci Akce K internován, a tím zanikl i bělský konvent.

## Současnost kláštera
Dnes jsou v budovách konventu sociální byty. Po roce 1989 se ujala díky P. Marečkovi praxe občasných návštěv augustiniánů v Bělé, při kterých byly také v klášterním kostele slouženy příležitostné bohoslužby. Tato tradice pokračuje dodnes. Počátkem 21. století byla opravena kostelní fasáda. Za bělského faráře Jana Nepomuka Jiřiště (v Bělé působil v letech 2000-2013) byly zavedeny v klášterním kostele jednou měsíčně pravidelné bohoslužby. Jeho nástupce, Kamil Škoda, pak tuto praxi zachoval a doplnil příležitostnými veřejnými modlitbami kompletáře v chórové části na kůru kostela.